# EX-110
La carretera EX-110 es de titularidad de la Junta de Extremadura. Su categoría es básica. Su denominación oficial es   EX-110 , de Valencia de Alcántara a Badajoz.

## Historia de la carretera
Es la antigua  C-530  que fue renombrada en el cambio del catálogo de Carreteras de la Junta de Extremadura en el año 1997.

## Inicio
Su origen está en la   N-521  en Valencia de Alcántara. (39°24′55″N 7°13′44″O / 39.415219, -7.228839)

## Final
Su final está en la  N-523  cerca de Badajoz. (38°55′26″N 6°56′27″O / 38.923839, -6.940842)

## Evolución futura de la carretera
La carretera se encuentra acondicionada dentro de las actuaciones previstas en el Plan Regional de Carreteras de Extremadura.